# غوشناطية ورقية
غوشناطية ورقية (الاسم العلمي:Gochnatia foliolosa) هي نوع من النباتات تتبع جنس الغوشناطية من الفصيلة النجمية.